# Màrius Quintana i Creus
Màrius Quintana i Creus (Barcelona, 1956) és un arquitecte català.

## Biografia
Va estudiar a l'ETSAB on es va titular el 1979. El 1992 va establir el seu propi estudi, en el que va desenvolupar la seva tasca en terrenys com l'arquitectura, l'urbanisme, l'interiorisme i el disseny. Ha portat a terme nombrosos projectes de mobiliari urbà per l'Ajuntament de Barcelona i altres municipis de l'entorn, així com per la Generalitat de Catalunya. També ha treballat a Andorra i diverses localitats del sud de França, com Carcassona, Albi i Caors. Des del 1999 és conservador del Pavelló Mies van der Rohe de Barcelona.
Quintana ha sigut professor de disseny de mobiliari urbà a l'Escola Elisava (1988-1997), professor d'urbanística a l'ETSAB (1992-1993), professor de Projectes a l'Escola Tècnica Superior d'Arquitectura del Vallès (1993-1996) i a l'ETSAB (1996). Entre 1982 i 1988 va ser arquitecte del Servei de Projectes Urbans de l'Ajuntament de Barcelona, i entre 1988 i 1992 cap del Servei d'Elements Urbans de la mateixa institució.

## Obres
- Parc de Joan Miró, Barcelona (1983), amb Antoni Solanas i Beth Galí.
- Eix de l'Avinguda Gaudí, Barcelona (1985), en el que va projectar un passeig central per vianants, on es van instal·lar sis fanals de Pere Falqués que havien estat anteriorment a la plaça del Cinc d'Oros, originàries de 1909; també va dissenyar la font que tanca el passeig, davant l'Hospital de la Santa Creu i Sant Pau.
- Fossar de la Pedrera, Barcelona (1985), amb Beth Galí i Pere Casajoana.
- Biblioteca Joan Miró, Barcelona (1990), con Antoni Solanas, Beth Galí i Andreu Arriola.
- Casa Sala (1990).
- Avinguda de la Catedral, Barcelona (1991), amb Montserrat Periel.
- Remodelació de la Rambla i la plaça de Santa Anna de Mataró (1993).
- Casa Escofet (1997).
- Rambla de Badalona (1997).
- Font de la Harry Walker, Barcelona (1999).
- Reforma de la Plaça de Sarrià, Barcelona (2002).
- Biblioteques Ernest Lluch de Vilassar de Mar i del Districte 6 de Terrassa (2002).
- Biblioteca Central de Rubí Mestre Martí Tauler (2006-2009).
- Urbanització de l'Avinguda Doctor Fleming i del Saló de Ponent a Viladecans (2009).
- IES Bruguers de Gavà (2010-2011).
- Casal de la gent gran d'Olot (2010-2011).